# Wellford
Wellford és una població dels Estats Units a l'estat de Carolina del Sud. Segons el cens del 2000 tenia 2.030 habitants.

## Demografia
Segons el cens del 2000, Wellford tenia 2.030 habitants, 822 habitatges i 571 famílies. La densitat de població era de 384,2 habitants/km².
Dels 822 habitatges en un 25,7% hi vivien nens de menys de 18 anys, en un 39,2% hi vivien parelles casades, en un 25,2% dones solteres, i en un 30,5% no eren unitats familiars. En el 25,4% dels habitatges hi vivien persones soles el 9,2% de les quals corresponia a persones de 65 anys o més que vivien soles. El nombre mitjà de persones vivint en cada habitatge era de 2,47 i el nombre mitjà de persones que vivien en cada família era de 2,94.
Per edats la població es repartia de la següent manera: un 23,8% tenia menys de 18 anys, un 10% entre 18 i 24, un 29,7% entre 25 i 44, un 21,6% de 45 a 60 i un 14,9% 65 anys o més.
L'edat mediana era de 36 anys. Per cada 100 dones de 18 o més anys hi havia 81,4 homes.
La renda mediana per habitatge era de 32.426 $ i la renda mediana per família de 36.020 $. Els homes tenien una renda mediana de 31.719 $ mentre que les dones 22.756 $. La renda per capita de la població era de 16.593 $. Entorn del 8,6% de les famílies i el 12,3% de la població estaven per davall del llindar de pobresa.

## Poblacions més properes
El següent diagrama mostra les poblacions més properes.